# Rose Ausländer
Pour les articles homonymes, voir Ausländer (homonymie).
Rose Ausländer, née Rose Scherzer le 11 mai 1901 à Czernowitz (Autriche-Hongrie ; actuelle Ukraine) et morte le 3 janvier 1988 à Düsseldorf (Allemagne), est une poétesse d'origine juive allemande.

## Biographie
Après une éducation à la fois marquée par la tradition juive et l'ouverture sur le monde et les autres, elle part aux États-Unis à la mort de son père, avec un camarade d'études de l'université de Czernowitz, Ignaz Ausländer, et occupe divers emplois dans la presse et la banque en Roumanie et en Allemagne. Leur mariage est célébré en 1923, mais ils se séparent trois ans plus tard et divorcent en 1930. Elle rentre ensuite en Bucovine pour s'occuper de sa mère et, étant restée plus de trois ans hors du territoire américain, perd sa nationalité.
Grâce à des amis roumains non juifs, elle échappe à la déportation en Transnistrie pendant les quatre années de joug nazi où elle vivra confinée dans le ghetto de sa ville natale. C'est là qu'elle rencontre le poète Paul Celan.
Après la prise de la Bucovine par l'Armée rouge, et son intégration dans l'Union soviétique, Rose Ausländer, comme les autres germanophones de la région, va s'installer en Roumanie. Alors qu'elles lui avaient refusé un visa en 1942, les autorités américaines l'autorisent à revenir aux États-Unis en 1946. Elle n'arrivera pas à faire venir sa mère, et à la mort de cette dernière en 1947, sombre dans la dépression qui durera un an.
Elle peine à s'intégrer dans le « ghetto des immigrants » que représente pour elle la ville de New York, elle fait un long voyage en Europe en 1957 : Vienne, Paris (où elle retrouve Paul Celan), Amsterdam. De retour à New York après quelques mois, elle y reste jusqu'à ce que son frère et sa famille obtiennent l'autorisation de quitter la Roumanie, en 1963. Elle se rend alors en Israël pour explorer l'éventualité d'une installation là-bas mais décide finalement de s'installer à Düsseldorf, moins marquée par l'antisémitisme que la capitale autrichienne où son frère est arrivé. Elle y retrouve plusieurs membres du groupe de poètes juifs de Czernowitz et se voit enfin attribuer une rente d’indemnisation.
En 1970, elle entre dans la nouvelle maison de retraite juive de Düsseldorf, où elle passera ses dernières années alitée à cause de l'arthrite et d'une mauvaise chute.
Son premier recueil de poèmes, Der Regenbogen (L'Arc-en-ciel) est publié en 1939 à Czernowitz. Ce ne sera pas un succès de librairie malgré l'accueil positif de la critique. Il sera suivi d'une vingtaine d'autres. Rose Ausländer écrit principalement en allemand, mais aussi en anglais durant quelques années.
Ses thèmes de prédilection sont, selon ses propres mots : « Tout - l'unique. Le cosmique, le regard critique sur l'époque, les paysages, les objets, les hommes, les états d'âme, la langue, tout peut être un sujet. »

## Distinctions
- Croix de commandeur de l'ordre du Mérite

### Publications en français
- Je compte les étoiles de mes mots, bilingue, choix de poèmes traduits et présentés par Edmond Verroul, l'Age d'homme, Lausanne, 2000 ; rééd. Héros-Limite, Genève, 2011
- Kreisen / Cercles, ouvrage bilingue Allemand / Français, poèmes traduits de l'allemand par Dominique Venard et illustrés par Marfa Indoukaeva, Æncrages & Co, Baume-les-Dames, 2005
- Blinder sommer / Été aveugle, ouvrage bilingue Allemand / Français, Æncrages & Co, Baume-les-Dames, 2010
- Été aveugle, trad. Michel Vallois, Genève, Héros-Limite, 2015
- Pays maternel, trad. Edmond Verroul, Genève, Héros-Limite, 2015
- Sans Visa. Tout peut servir de motif et autres proses, trad. Eva Antonnikov, Genève, Héros-Limite, 2012
- Écrire c'était vivre, survivre, Chronique du ghetto de Czernowitz et de la déportation en Transnistrie, textes en proses et poèmes d'écrivains et d'artistes juifs de langue allemande, présentés et traduits par François Mathieu, Éditions Fario, Paris, 2012
- Seule la mort respire aussi sûrement, trad. Hugo Hengl, Corbières, Harpo&, 2013
- Ich spiele noch/je joue encore, trad. Alba Chouillou, Le bousquet-la-barthe éditeur, 2017

### Anthologie et revue
- Quatorze poèmes extraits de Schweigen auf deine Lippen traduits de l'allemand par Sylvie Leblois-Dumet et Catherine Weinzaepflen, revue If, numéro 27, 2005
- Introduction et poèmes dans Poèmes de Czernovitz, douze poètes juifs de langue allemande, traduits de l'allemand et présentés par François Mathieu, Paris, éditions Laurence Teper, Collection « Bruits du temps », 2008  (ISBN 978-2916010281)
- « Pour qu'aucune lumière ne nous aime », 38 poèmes traduits et présentés par François Mathieu, version bilingue, revue Fario no 12, Paris, 2013